# Georg Andresen
Andreas Johannes Georg Andresen (auch: Georgius Andresen; * 20. Februar 1845 in Uetersen (Holstein); † 8. Mai 1929 in Berlin) war ein deutscher  Pädagoge und Altphilologe.

## Leben
Georg Andresen, Sohn des Rektors Andreas Andresen, besuchte das Christianeum in Altona bis Ostern 1864. Er studierte an der Universität Kiel und der Universität Leipzig Philologie und wurde 1868 in Kiel auf Grund seiner Dissertation Emendationes Taciti qui fertur dialogi de oratoribus promoviert. Er begann am 29. September 1869 als Mitglied des Königlich pädagogischen Seminars seine Lehrtätigkeit am Grauen Kloster in Berlin und wurde hier zu Ostern 1870 zum Kollaborator und zu Ostern 1871 zum ordentlichen Lehrer ernannt. Von 1871 bis 1897 lehrte er am Askanischen Gymnasium in Berlin. 1892 wurde ihm der Titel Professor verliehen.
Er war gründender Mitherausgeber der Philologischen Wochenschrift (1881–1883) und der infolge einer Spaltung mit dem Verlag neubegründeten Wochenschrift für klassische Philologie, die von 1884 bis 1920 erschien. Andresen ist am besten bekannt als der Bearbeiter des Weidmannschen Tacitus-Kommentars nach dem Tode von Nipperdey und der Tacitus-Ausgabe der Bibliotheca Teubneriana.
Georg Andresen starb 1929 im Alter von 84 Jahren in Berlin. Beigesetzt wurde er auf dem Friedhof III der Jerusalems- und Neuen Kirche in Berlin-Kreuzberg. Das Grab ist nicht erhalten.
Seit seinem Studium war er Mitglied, später Alter Herr des Klassisch-Philologischen Vereins Leipzig im Naumburger Kartellverband.